# Edmond Goldschmidt
Edmond Benedict Julian Goldschmidt (30. srpna 1863, Neuilly-sur-Seine – 15. března 1932, Paříž) byl francouzský fotograf. Pracoval s Louisem Amédée Mantem.

## Životopis
Edmond Goldschmidt byl potomkem bohaté francouzské rodiny. Jeho otec Salomon Benedict Chaim Goldschmidt pocházel z Frankfurtu nad Mohanem. V Anglii Edmond Goldschmidt studoval na Eton College a později na Oxfordské univerzitě. Poté se vrátil do Francie a žil bezstarostným životem jako dandy. Kvůli jeho vysokým výdajům mu otec zajistil jakéhosi domovníka a pečovatele. Goldschmidt byl nadšený pro fotografování a kupoval nejnovější fotoaparáty, jakmile měly vylepšení a rozšířené funkce. Ve vlastním ateliéru si nechal namalovat propracované a nákladné dekorace, nakoupil velké množství odpovídajících doplňků a dedikovaných modelů. V roce 1892 vystavoval na Premiere Exposition International de la Photographie, kde získal zlatou medaili. V rámci této významné výstavy se Goldschmidt seznámil s Louisem Amédée Mantem, který byl fotografem, vynálezcem, chemikem a profesionálním hudebníkem.  Z této známosti vyrostlo přátelství, pak se nabídlo profesionální partnerství. Manteho tři dcery byly zaneprázdněny svou baletní kariérou a příležitostně pózovaly pro malíře Edgara Degase. Protože spojení Goldschmidta a Manteho přesahovalo obchodní rámec, stalo se, že se Goldschmidt zamiloval do Manteho dcery Blanche.  Goldschmidt navštěvoval každý večer operu, kde Blanche vystupovala jako baletka,  a nakonec se s ní oženil. 
Oba umělečtí fotografové si hýčkali vizi vytváření barevných obrázků a neustále experimentovali, až se to po četných pokusech v 90. letech 19. století naplnilo Manteho vynálezem takzvaného „mantochromu“. Někteří fotohistorici mají podezření, že mantochromy byly velmi podobné autochromním deskám patentovaným Lumièrem v roce 1904. Jako vedlejší produkt experimentů Mante opakovaně dosáhl určitého dalšího vývoje v oblasti fotografie.  Mante se ale vyhýbal marketingu svého hlavního vynálezu, stejně jako Goldschmidta nenapadlo prodávat své fotografie. Přesto byla jejich fotografická práce úspěšná.  Snímky vznikaly v Goldschmidtově domě i ve speciálním studiu fotografa Julese Richarda. Fotografie Goldschmidta a Manteho manto/autochromy pořízené na těchto místech byly ovlivněny na jedné straně secesi a na druhé straně neoklasicistním stylem. Kostýmy a malované kulisy byly přednostně použity k vytvoření orientálně - exotických scénářů.  Na řadě jejích obrazů jsou například vidět atrapy neoklasicistních dórských sloupů, díky nimž je malba na pozadí více trojrozměrná. Modelka často drží hrozny, zrcadlo nebo vějíř a zaujímá svůdnou pózu.
Edmond Goldschmidt zemřel 15. března 1932 v Paříži.

## Galerie

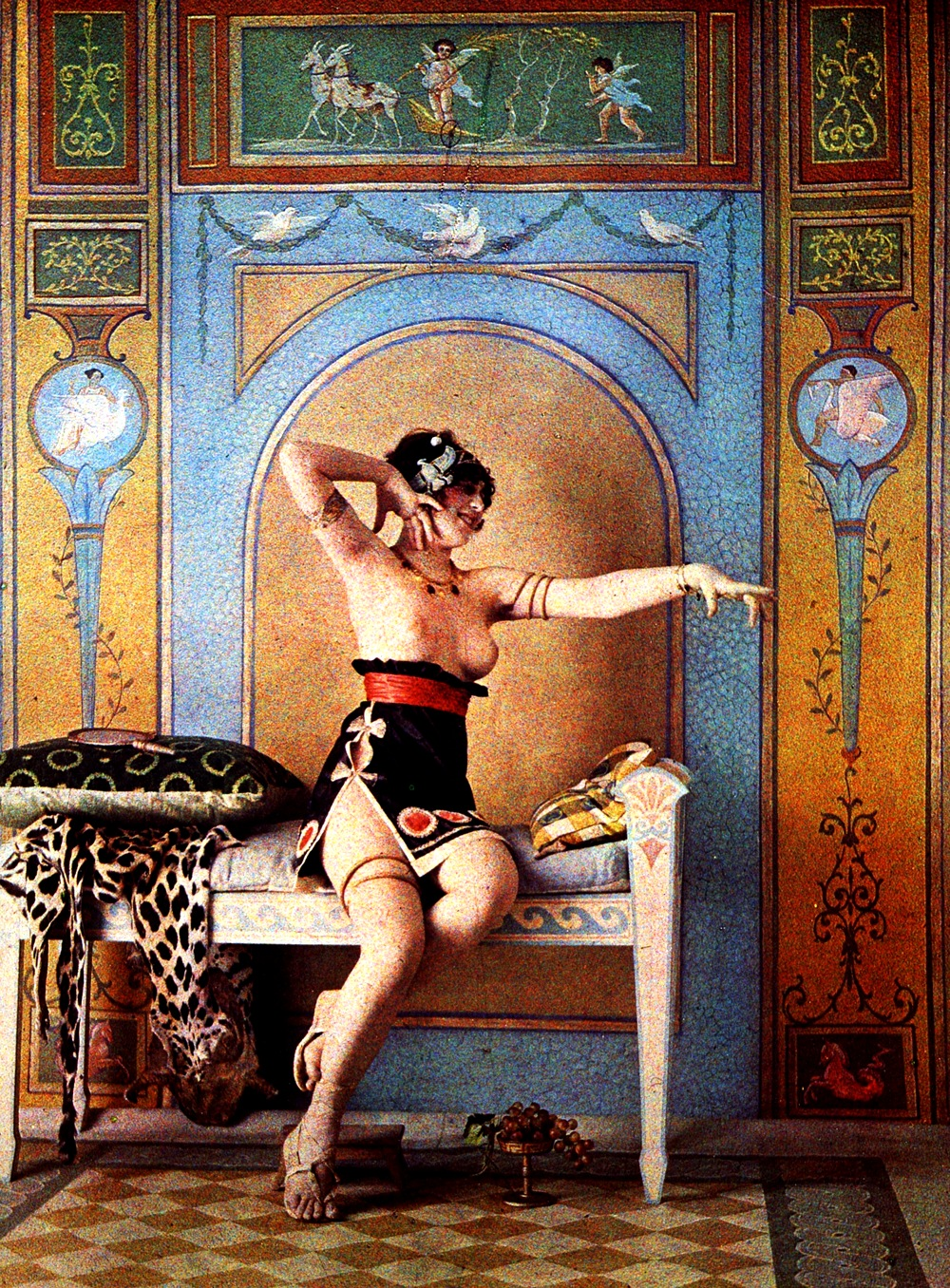
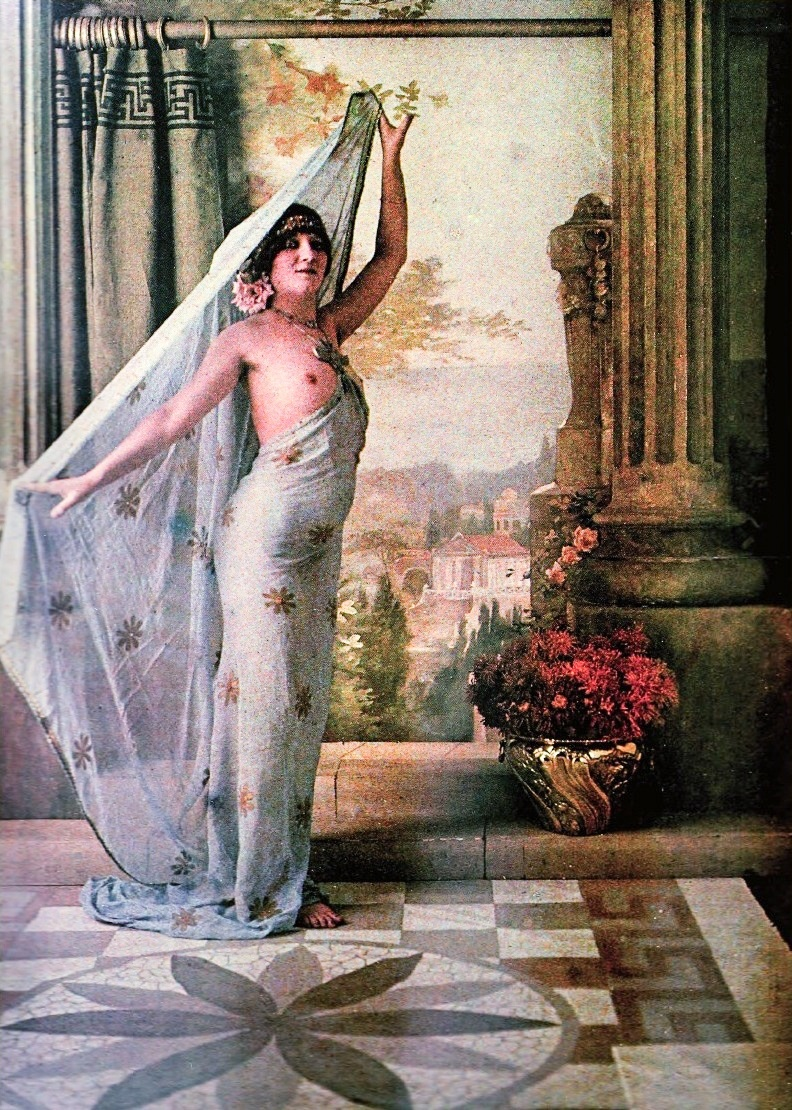
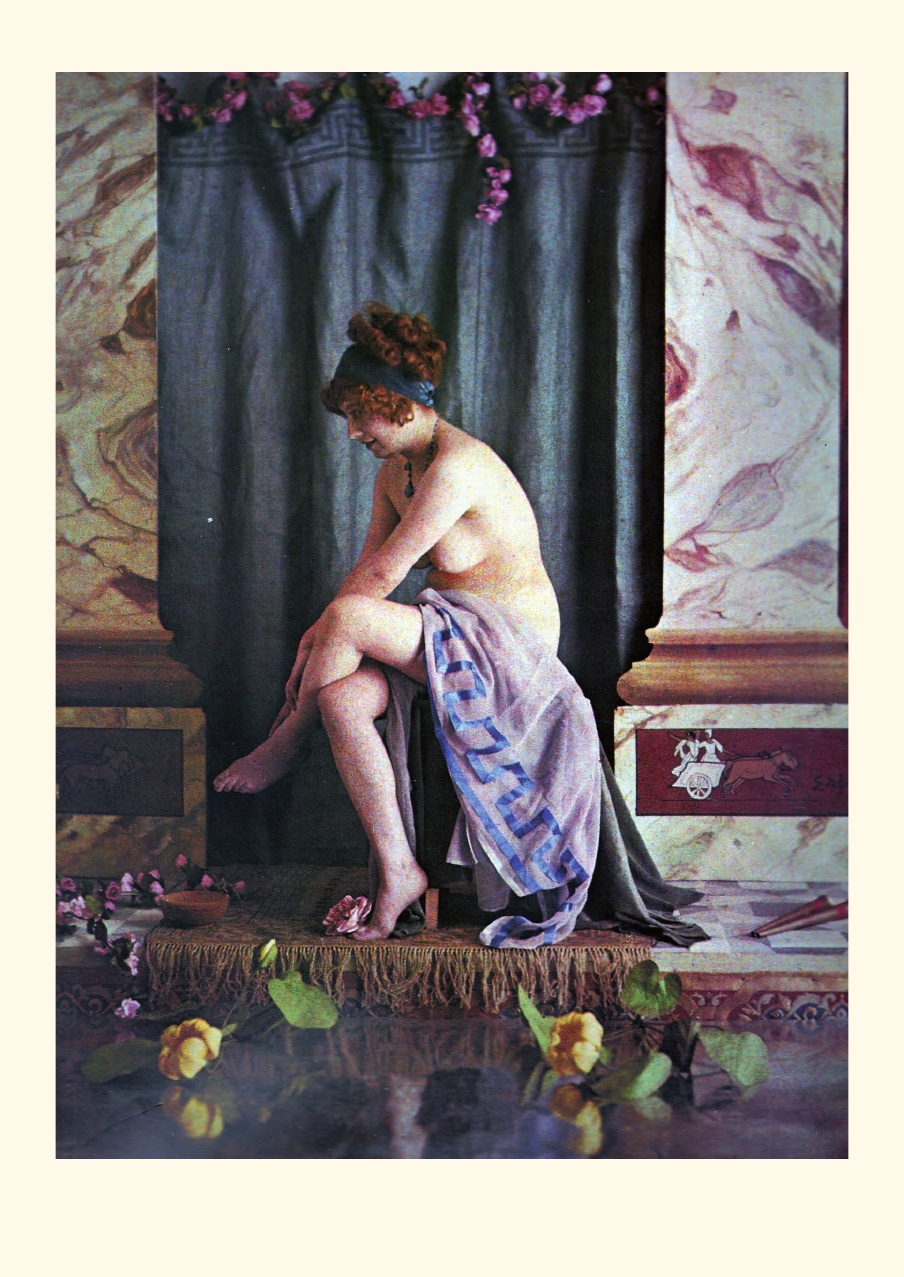
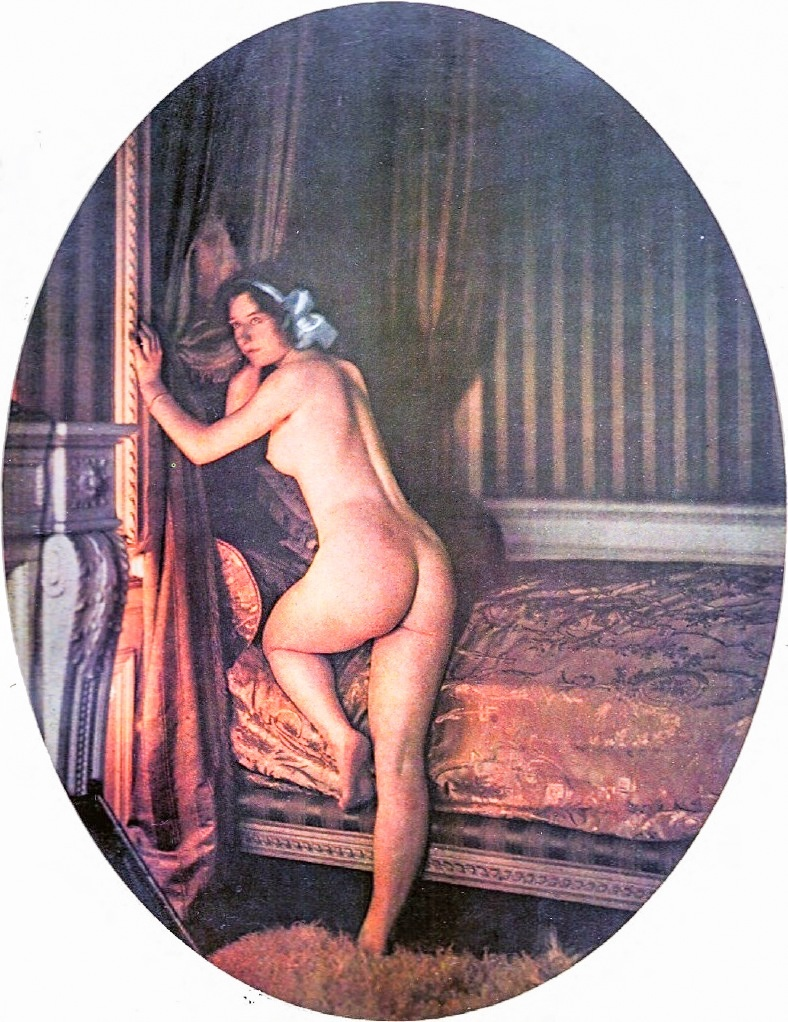
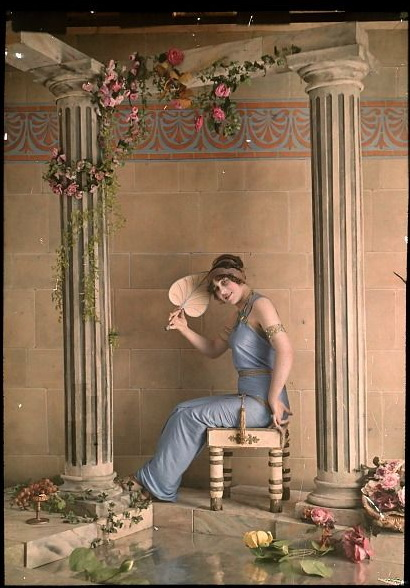
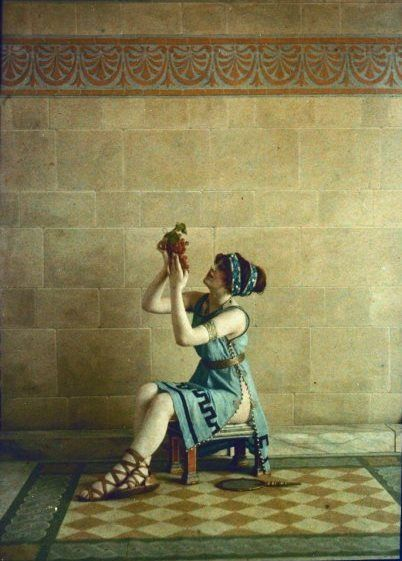